# 乗如
乗如（じょうにょ、乘如）は、江戸時代中期の浄土真宗の僧。
東本願寺第十九代法主 。

## 経歴
本ページでは、年齢は、数え年。日付は、暦の正確性、著作との整合を保つため、貞享2年（1685年 ）から、宝暦4年12月30日（1755年2月10日）までは、貞享暦表示。 宝暦5年（1755年）からは、宝暦暦表示とする（歿年月日を除く）。また本山は、「本願寺」が正式名称だが、「西本願寺」との区別の便宜上、「東本願寺」と表記。
- 延享元年11月16日[4]（1744年12月19日）、東本願寺第十七代 真如の第8子（五男）として誕生。
- （年月日不詳）第十八代法主・従如の法嗣（法主後継者）となる。
- 宝暦10年（1760年）7月、従如の示寂により、第十九代法主を継承。
  - 天明8年（1788年）、いわゆる「天明の京都大火」により本堂を焼失。
  - 同年11月、大信寺（八尾御坊）[5]の本堂を移築し、仮御影堂とする。[6]
- 寛政元年（1789年）3月、本堂再建に着手する（「手斧始」がおこなわれる）。
  - 本堂完成は、歿後の寛政10年（1798年）。
- 寛政4年2月22日（1792年3月14日）、49歳にて示寂。